# 쿠로니아 석호

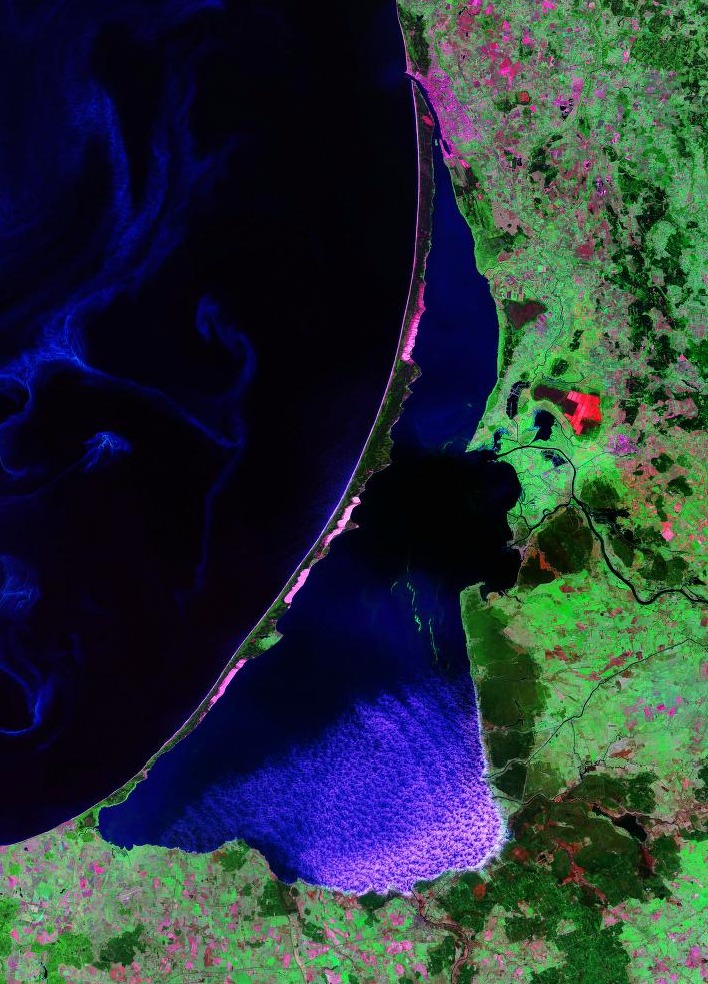
쿠로니아 석호의 위성 사진

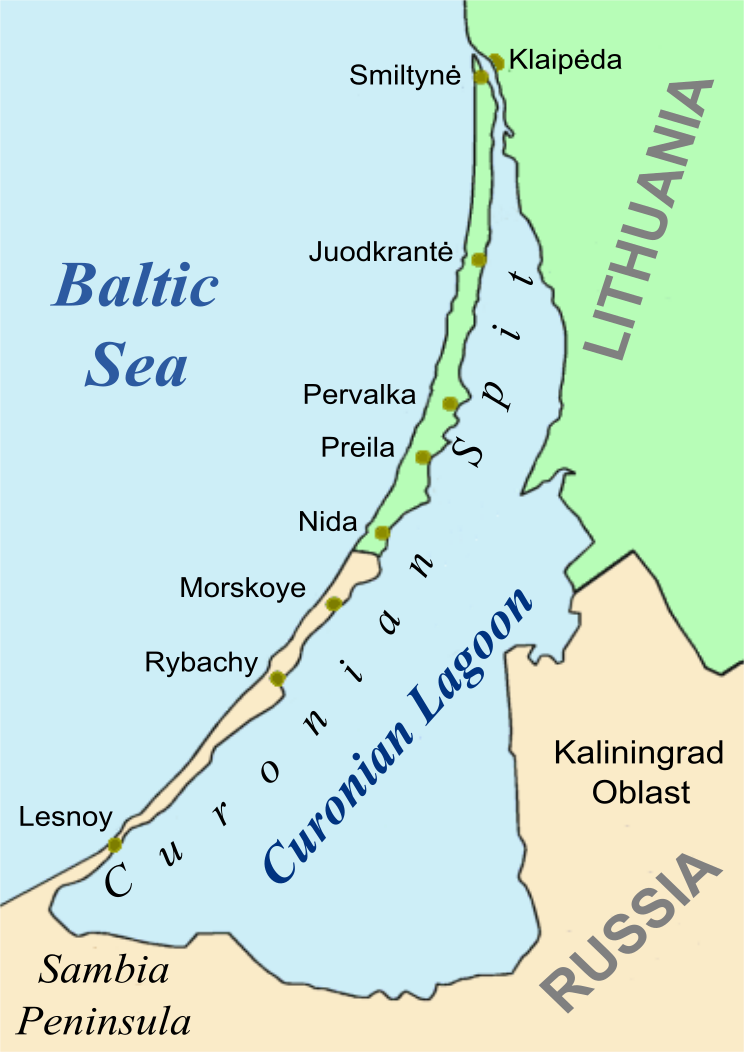
쿠로니아 석호와 사주를 표시한 지도

쿠로니아 석호(리투아니아어: Kuršių marios, 러시아어: Куршский залив, 폴란드어: Zalew Kuroński, 독일어: Kurisches Haff, 라트비아어: Kuršu joma)은 발트해에 위치한 석호로 면적은 1,619km2, 수면적은 100,4502, 평균 수심은 3.8m, 최대 수심은 5.8m이다. 리투아니아와 러시아 칼리닌그라드주 사이에 위치하며 발트 해와 쿠로니아 사주를 갈라놓고 있다. 쿠로니아 석호의 수역 가운데 약 90%는 네만강에서 유입된다.
13세기부터 쿠로니아 석호 주변에 쿠로니아인과 프루센인이 정착했다. 1252년에는 발트 해로 가는 거점을 마련한 튜턴 기사단에 의해 쿠로니아 석호의 북단에 클라이페다가 설립되었다. 1945년 제2차 세계 대전의 종전과 함께 지금과 같은 경계선이 확립되었다.

## 같이 보기
- 비스툴라 석호
- 슈체친 석호